# Santa Cruz Warriors
O Santa Cruz Warriors é um clube norte-americano de basquete profissional sediado em Santa Cruz, Califórnia e é afiliado ao Golden State Warriors. Os Warriors jogam suas partidas em casa na Kaiser Permanente Arena. Antes da mudança para Santa Cruz na temporada de 2012–13, a equipe era conhecida como Dakota Wizards. A equipe venceu um título em cada uma das três ligas das quais fez parte e é a única equipe da G-League a chegar à final em três temporadas consecutivas.

## História

### Dakota Wizards
Os Warriors começaram a jogar em 1995 na International Basketball Association (IBA) e, em 2001, sob a liderança de Dave Joerger, venceram o título da IBA no último ano de funcionamento da liga.
Após a temporada de 2000–01, a IBA se fundiu com várias equipes da Continental Basketball Association (CBA) e, em seu primeiro ano na nova CBA, Joerger e os Wizards venceram o título da liga, derrotando o Rockford Lightning. Depois de chegarem às semifinais na temporada de 2002–03, os Wizards novamente conquistaram o título da liga em 2004 sobre o Idaho Stampede, dando a Joerger seu terceiro título como treinador dos Wizards.
Joerger deixou os Wizards após a temporada de 2003–04 e, após sua saída, os Wizards chegaram às semifinais na temporada de 2004–05, mas não conseguiram se classificar para os playoffs na temporada seguinte.
Antes da temporada de 2006–07, os Wizards se juntaram à NBA Development League, e Joerger retornou a Dakota como treinador principal. Ele conquistou seu quarto título com os Wizards em seu primeiro ano na D-League. Na final do campeonato, o ala Darius Rice saiu do banco dos Wizards para ter uma noite recorde que levou os Wizards a uma vitória por 129–121 na prorrogação sobre o Colorado 14ers. Rice marcou 52 pontos e fez 11 arremessos de três pontos, incluindo um com 4,5 segundos restantes no tempo regulamentar para empatar o jogo em 109 e levar para a prorrogação. Os totais de pontos e arremessos de três pontos de Rice estabeleceram recordes para Finais da D-League.
Entre 2007–08 e 2009–10, os Wizards chegaram aos playoffs em todas as temporadas, mas não conseguiram voltar às finais. Isso foi seguido por uma temporada de 2010–11 em que os Wizards não se classificaram para os playoffs pela primeira vez desde 2006.
Em 28 de junho de 2011, o Golden State Warriors comprou a franquia da Bismarck Professional Basketball LLC. Os Warriors se tornaram o quarto time da NBA a possuir e operar sua própria afiliada na D-League, juntando-se ao San Antonio Spurs, Oklahoma City Thunder e Los Angeles Lakers.
Os Wizards permaneceram em Bismarck durante a temporada de 2011–12, mas os Warriors estavam abertos a realocar a equipe para o norte da Califórnia em 2012. Para refletir a nova propriedade, os Wizards estrearam um novo esquema de cores, o azul e dourado dos Warriors, usado como alternativa ao roxo e verde, que remontava aos dias da IBA. O antigo esquema de cores ainda era usado nos uniformes de visitante da equipe, enquanto o azul e dourado eram usados nos uniformes de casa e no logotipo. Os Wizards foram liderados por Edwin Ubiles em 2011–12, quando ele ajudou a equipe a retornar aos playoffs com um recorde de 29–21. No entanto, não conseguiram avançar além da primeira rodada, sendo derrotados por 2–0 pelo Bakersfield Jam.

### Santa Cruz Warriors
Após intensas discussões na entressafra sobre uma possível mudança, em 10 de outubro de 2012, o Golden State Warriors anunciou que o Dakota Wizards se mudariam para Santa Cruz a partir da temporada de 2012–13. A equipe foi subsequentemente renomeada como Santa Cruz Warriors.
Na Draft da D-League de 2012, os Warriors selecionaram Travis Leslie com sua primeira escolha (13ª escolha geral), e ele se destacou como uma estrela da equipe durante a temporada de 2012–13. Em 23 de dezembro de 2012, os Warriors disputaram sua primeira partida em casa na Kaiser Permanente Arena, após começarem a temporada com sete jogos consecutivos fora de casa. Com Leslie liderando ao lado de Jeremy Tyler e Maurice Baker, os Warriors chegaram às Finais da D-League em sua primeira temporada. No entanto, foram derrotados por 2–0 pelo Rio Grande Valley Vipers. Destaques da equipe incluem os jogadores enviados pelo Golden State Warriors, Kent Bazemore e Scott Machado, o ex-jogador da NBA, Hilton Armstrong, e Stefhon Hannah, que conquistou o prêmio de Jogador Defensivo do Ano pelo segundo ano consecutivo.
Santa Cruz abraçou a equipe durante sua primeira temporada na cidade, já que os Warriors ficaram em primeiro lugar na D-League em receita geral. A equipe vendeu US$1,2 milhões em ingressos. A receita média por jogo, US$52.651, foi a mais alta na liga de 16 equipes. Embora os preços dos ingressos dos Warriors fossem os mais altos da liga - variando de US$15 para as arquibancadas a US$140 para assentos na quadra - a popularidade também foi fundamental para o sucesso financeiro. A equipe teve a maior média de ingressos individuais vendidos por jogo, com 709, cerca de 130 ingressos a mais do que seu concorrente mais próximo, o Maine Red Claws.
Na temporada de 2013–14, os Warriors novamente terminaram em segundo lugar na Conferência Oeste, atrás do Los Angeles D-Fenders. Apesar de terem apenas o sexto melhor recorde na classificação geral da G-League, os Warriors chegaram novamente às Finais. No entanto, foram mais uma vez superados na série melhor de três jogos, perdendo desta vez por 2–0 para o Fort Wayne Mad Ants. Entre os destaques da equipe estavam os "Splash Brothers" Seth Curry e Mychel Thompson emulando seus respectivos irmãos que jogavam pelo Golden State, Stephen Curry e Klay Thompson.
Na temporada de 2014–15, os Warriors terminaram com um recorde de 35-15, o melhor da Conferência Oeste. O armador Aaron Craft foi nomeado Jogador Defensivo do Ano da D-League, liderando a liga com média de 2,5 roubos de bola. Os Warriors chegaram às Finais pela terceira vez consecutiva e varreram o Fort Wayne Mad Ants para conquistar seu primeiro título da G-League desde 2007, com Elliot Williams sendo nomeado MVP das Finais após marcar 23 pontos no jogo 2.
Após o título de 2015, os Warriors não conseguiram se classificar para os playoffs na temporada de 2015-16, terminando com um recorde de 19-31. Elliot Williams estabeleceu um recorde da franquia com 48 pontos em uma vitória na prorrogação dupla contra o Rio Grande Valley Vipers. Os Warriors retornaram aos playoffs na temporada de 2016-17, após um recorde de 31-19, mas acabaram sendo derrotados pelo Oklahoma City Blue na série da primeira rodada por 1-2.
Na temporada de 2017-18, os Warriors terminaram com um recorde de 23-27, não se classificando para os playoffs pela terceira vez desde que se juntaram à D-League na temporada de 2006-07. Os Warriors voltaram com força na temporada de 2018-19, terminando em primeiro na divisão do Pacífico e garantindo uma vaga nos playoffs com um recorde de 34-16. Os Warriors derrotaram o Oklahoma City Blue por 117-102 nas semifinais da conferência antes de perderem para os eventual campeões Rio Grande Valley Vipers por 125-144 nas finais da conferência.
A pandemia de Covid-19 cancelou a temporada de 2019-20 e levou a uma temporada reduzida em 2020-21. Todos os jogos foram disputados na bolha no ESPN Wide World of Sports Complex na Flórida. Santa Cruz foi uma das 18 equipes participantes e terminou em 2º na liga com um recorde de 11-4. Nos playoffs, os Warriors derrotaram o Rio Grande Valley Vipers por 110-81 antes de perderem para o Lakeland Magic por 96-108 nas semifinais da conferência.
Na temporada de 2021-22, a G-League voltou a um calendário tradicional e os Warriors terminaram com um recorde de 15-17. Eles asseguraram uma vaga nos playoffs ao derrotar o Austin Spurs na prorrogação por 118-112 no último jogo da temporada regular. Após essa emocionante conclusão da temporada, os Warriors foram derrotados pelo South Bay Lakers por 123-134 nas quartas de final da conferência.
Na temporada de 2022-23, os Warriors terminaram com um recorde de 18-14, não se classificando para os playoffs pela primeira vez desde a temporada de 2017-18. Em 4 de abril, o novato armador Lester Quinones foi nomeado o Jogador que Mais Evoluiu na G-League. Ele também foi selecionado para o Time de Novatos da G-League de 2022-23 com médias de 21,8 pontos, 7,0 rebotes e 4,8 assistências em 31 jogos com Santa Cruz.
No NBA G League Winter Showcase de 2023, os Warriors marcaram um recorde da franquia com 153 pontos contra o G League Ignite. Na temporada de 2023-24, os Warriors retornaram aos playoffs com um recorde de 20-14. Eles derrotaram o Salt Lake City Stars por 113-111 na primeira rodada, mas foram eliminados nas semifinais da conferência pelo Stockton Kings por 109-112. O novato armador Kendric Davis foi nomeado para o Time de Novatos da G-League de 2023-24 com médias de 18,7 pontos, 4,6 rebotes e 8,8 assistências em 34 jogos com Santa Cruz.

## Temporadas
| Temporada           | Liga           | Divisão/ Conferência | Classificação  | Vitória        | Derrota        | %              | Resultado nos playoffs                        |
| Dakota Wizards      | Dakota Wizards | Dakota Wizards       | Dakota Wizards | Dakota Wizards | Dakota Wizards | Dakota Wizards | Dakota Wizards                                |
| ------------------- | -------------- | -------------------- | -------------- | -------------- | -------------- | -------------- | --------------------------------------------- |
| 1995–96             | IBA            |                      | 5th            | 7              | 17             | .292           |                                               |
| 1996–97             | IBA            |                      | 2nd            | 17             | 13             | .567           | Perdeu nas Finais da IBA                      |
| 1997–98             | IBA            | West                 | 3rd            | 14             | 20             | .412           |                                               |
| 1998–99             | IBA            | West                 | 5th            | 12             | 22             | .353           |                                               |
| 1999–2000           | IBA            | West                 | 1st            | 30             | 6              | .833           | Perdeu nas Finais de Divisão                  |
| 2000–01             | IBA            | West                 | 1st            | 30             | 10             | .750           | Título da IBA                                 |
| 2001–02             | CBA            | National             | 1st            | 26             | 14             | .650           | Título da CBA                                 |
| 2002–03             | CBA            | National             | 1st            | 31             | 17             | .646           | Perdeu nas semi-finais                        |
| 2003–04             | CBA            |                      | 1st            | 34             | 14             | .708           | Título da CBA                                 |
| 2004–05             | CBA            | Western              | 1st            | 32             | 16             | .667           | Perdeu nas semi-finais                        |
| 2005–06             | CBA            | Western              | 4th            | 19             | 29             | .396           |                                               |
| 2006–07             | D-League       | Eastern              | 1st            | 33             | 17             | .660           | Título da D-League                            |
| 2007–08             | D-League       | Central              | 1st            | 29             | 21             | .580           | Perdeu na Primeira Rodada                     |
| 2008–09             | D-League       | Central              | 2nd            | 27             | 23             | .540           | Perdeu nas semi-finais                        |
| 2009–10             | D-League       | Eastern              | 3rd            | 29             | 21             | .580           | Perdeu na Primeira Rodada                     |
| 2010–11             | D-League       | Eastern              | 4th            | 19             | 31             | .380           |                                               |
| 2011–12             | D-League       | Eastern              | 2nd            | 29             | 21             | .580           | Perdeu na Primeira Rodada                     |
| Santa Cruz Warriors |                |                      |                |                |                |                |                                               |
| 2012–13             | D-League       | Western              | 2nd            | 32             | 18             | .640           | Perdeu nas Finais da D-League                 |
| 2013–14             | D-League       | Western              | 6th            | 29             | 21             | .580           | Perdeu nas Finais da D-League                 |
| 2014–15             | D-League       | Western              | 1st            | 35             | 15             | .700           | Título da D-League                            |
| 2015–16             | D-League       | Pacific              | 5th            | 19             | 31             | .380           |                                               |
| 2016–17             | D-League       | Pacific              | 2nd            | 31             | 19             | .620           | Perdeu na Primeira Rodada                     |
| 2017–18             | G League       | Pacific              | 3rd            | 23             | 27             | .460           |                                               |
| 2018–19             | G League       | Pacific              | 1st            | 34             | 16             | .680           | Perdeu nas Finais de Conferência              |
| 2019–20             | G League       | Pacific              | 2nd            | 21             | 21             | .500           | Temporada cancelada pela Pandemia de Covid-19 |
| 2020–21             | G League       |                      | 2nd            | 11             | 4              | .733           | Perdeu nas semi-finais                        |
| 2021–22             | G League       | Western              | 6th            | 15             | 17             | .469           | Perdeu nas Quartas de Finais                  |
| 2022–23             | G League       | Western              | 7th            | 18             | 14             | .563           |                                               |
| 2023–24             | G League       | Western              | 4th            | 20             | 14             | .588           | Perdeu nas semi-finais                        |

## Treinadores
| # | Treinadores    | Temporadas          | Temporada regular | Temporada regular | Temporada regular | Temporada regular | Playoffs | Playoffs | Playoffs | Playoffs | Conquistas               |
| # | Treinadores    | Temporadas          | J                 | V                 | D                 | %                 | J        | V        | D        | %        | Conquistas               |
| - | -------------- | ------------------- | ----------------- | ----------------- | ----------------- | ----------------- | -------- | -------- | -------- | -------- | ------------------------ |
| 1 | Duane Ticknor  | 1999–2000 2007–2009 | 136               | 86                | 50                | .632              | 9        | 4        | 5        | .444     |                          |
| 2 | Dave Joerger   | 2000–2004 2006–2007 | 226               | 154               | 72                | .681              | 21       | 16       | 5        | .762     |                          |
| 3 | Rory White     | 2009–2011           | 100               | 48                | 52                | .480              | 3        | 1        | 2        | .333     |                          |
| 4 | Nate Bjorkgren | 2011–2013           | 100               | 61                | 39                | .610              | 8        | 4        | 4        | .500     |                          |
| 5 | Casey Hill     | 2013–2017           | 200               | 114               | 86                | .570              | 17       | 11       | 6        | .647     | Título da D-League: 2015 |
| 6 | Aaron Miles    | 2017–2019           | 100               | 57                | 43                | .570              | 2        | 1        | 1        | .500     |                          |
| 7 | Kris Weems     | 2019–2021           | 57                | 32                | 25                | .561              | 2        | 1        | 1        | .500     |                          |
| 8 | Seth Cooper    | 2021–2023           | 67                | 33                | 34                | .493              | 1        | 0        | 1        | .000     |                          |
| 9 | Nick Kerr      | 2023–Presente       | 34                | 20                | 14                | .588              | 2        | 1        | 1        | .500     |                          |

## Afiliados

### Dakota Wizards
- Chicago Bulls (2006–2007)
- Washington Wizards (2006–2011)
- Memphis Grizzlies (2007–2011)
- Golden State Warriors (2011–2012)

### Santa Cruz Warriors
- Golden State Warriors (2012–Presente)